# Novosia herbuloti
Novosia herbuloti là một loài bướm đêm thuộc phân họ Arctiinae, họ Erebidae.